# Alfred Aho
Alfred Vaino Aho (Timmins, 9 agosto 1941) è un informatico canadese.
È uno dei tre autori del linguaggio di programmazione Awk, insieme a Peter Weinberger e Brian Kernighan. Ha inoltre scritto le prime versioni di egrep e fgrep.
Ha collaborato con Jeffrey Ullman nella redazione di Principles of Compiler Design e ha scritto due libri di algoritmi con John Hopcroft.